# Princeton Plasma Physics Laboratory
El Princeton Plasma Physics Laboratory (PPPL) es un laboratorio nacional del Departamento de Energía de los Estados Unidos para la física del plasma y la ciencia de la fusión nuclear. Su misión principal es la investigación y el desarrollo de la fusión como fuente de energía. 
PPPL surgió del proyecto secreto de la Guerra Fría para controlar las reacciones termonucleares, llamado Proyecto Matterhorn. En 1961, después de la desclasificación, el Proyecto Matterhorn pasó a llamarse Laboratorio de Física de Plasma de Princeton. 
PPPL está ubicado en el Campus Forrestal de la Universidad de Princeton en el municipio de Plainsboro, Nueva Jersey. Esto está a cierta distancia del campus principal de Princeton, pero el laboratorio tiene una dirección de Princeton. 